# Alcidion ramulorum
Alcidion ramulorum là một loài bọ cánh cứng trong họ Cerambycidae.